# Lihué Prichoda
Lihué Darío Prichoda (Valentín Alsina, Buenos Aires, Argentina, 28 de junio de 1989) es un futbolista argentino que se desempeña como mediocampista y actualmente juega en Cibao Fútbol Club de la Primera División de República Dominicana.

## Trayectoria

### Inicios en el fútbol argentino
Realizó las inferiores en el club San Lorenzo desde los 8 años hasta los 13. De allí se fue a probar a Huracán, pero no fue seleccionado. Luego pasó por Racing Club, en donde, luego de una prueba en el Titá, Miguel Ángel Mico decidió ficharlo inmediatamente. Tuvo su debut en primera de la mano de Chocho Llop, Destacándose en el cilindro vs Lanús. Se ganó un lugar en el equipo titular y tuvo una gran actuación nuevamente en el Clásico Vs independiente en un Cilindro repleto en el empate de la tercera fecha por 1-1 con un gol agónico de Franco Sosa. La gente ya coreaba su nombre. Se convirtió en uno de los jugadores más queridos por el hincha, en un Racing juvenil. La dirigencia decide junto con Caruso Lombardi, quien había llegado tras la Salida de Llop al final del semestre, cederlo a préstamo.Disputó un total de 19 partidos en Racing.
Llegó a préstamo por un año a Club Atlético San Martín de Tucumán Ganándose un lugar en el primer equipo desde la primera fecha del torneo,bajo la conducción del histórico Roldán. A base de goles y asistencias se volvió una fija en el 11 inicial y a sus 20 años lograba consolidarse. Luego Racing Club  Lo vuelve a ceder pero está vez a Club Atlético Tiro Federal Argentino en el ascenso del fútbol argentino. Nuevamente logró tener continuidad y pudo ganarse un lugar en el equipo titular. En un partido vs Chacarita en San Martín, marco uno de los mejores goles de su carrera. Eludió a varios jugadores rivales a puro potrero y saco un remate de derecha desde fuera del área, para que la pelota se le meta en el ángulo a Tauber que nada pudo hacer. El gol fue considerado como uno de los mejores del año en el programa "Planeta Gol", recordado en los especiales de fin de año en TyC Sports. Racing Club con grandes problemas dirigenciales, conflictos varios por parte de Molina, Cogorno, Entre otros, y luego de una confusa y desprolija transacción, Lihué llega a Unión San Felipe de Chile, en dónde lo reciben de la mejor manera y logró afianzarse ahora en tierras Chilenas para tener otro gran año a nivel personal. Sus buenas actuaciones le habían llamado la atención a Daniel Garnero, en ese entonces director técnico de Banfield, y se lo pidió como prioridad para los dirigentes. Le dieron el gusto. Lihue se sumó al Taladro y junto con Andrés Chávez lograron formar una gran dupla y darle a Banfield muchas alegrías. En un juego vs Nueva Chicago en Mataderos tras un gran centro de Chávez, Lihue marco de cabeza un golazo para que Banfield sueñe con el tan ansiado Ascenso. Finalmente no se pudo dar el ascenso a primera pero Banfield había Sido el equipo sensación. Garnero siguió su camino al fútbol Paraguayo y tras la Llegada de Matías Almeyda junto a la llegada de algunos jugadores, Lihué debió pelearla para continuar con la titularidad. Siguió teniendo grandes actuaciones, muchas de ellas ingresando desde el banco, y Banfield logró el ascenso luego de un gran año recordado por el público Banfileño. Tras 4 temporadas en el club, con la llegada de Julio César Falcioni, quien tenía otro ciclo en el club, después de tener una charla con el entrenador, Lihué decide en busca de más minutos irse cedido a Colón, club que militaba en la B nacional y era Dirigido por Diego Osella un viejo conocido de su paso por Tiro Federal. Debutó ante un Gigante de los elefantes colmado, logrando un tridente ofensivo matador junto con Cristian Pavón y Lucas Alario. Colón consiguió el ascenso, ya conducido por Reinaldo Carlos "Mostaza" Merlo Luego pasó por Nueva Chicago en primera división. Paso Argentino de Quilmes, Deportivo Madryn, Gimnasia de Jujuy, Deportes Cabello de Venezuela, y en la actualidad se desempeña en el Cibao FC en el fútbol de Primera división de República Dominicana. Hoy es una de las grandes figuras del equipo, marco goles importantes y asistencias, logró ganar la Liga y ser elegido en el 11 ideal del torneo. Comparte equipo con compatriotas como Iván Pérez y Claudio "Chiqui" Pérez.

### Unión San Felipe
Fue fichado por el Club Deportivo Unión San Felipe del fútbol chileno en 2012, donde permaneció por un año, disputando 29 partidos y marcando 3 goles.

### Banfield
Para la temporada 2012-2013, el Club Atlético Banfield fichó al mediocampista para disputar el campeonato de la Primera B Nacional y aspirar al ascenso. Marcó su primer gol en Banfield el sábado 6 de octubre frente a Instituto de Córdoba. La campaña en su primera temporada con el club no fue la mejor, a pesar de ganarse la titularidad y de haber disputado 27 encuentros y convertido 2 goles. 
Su equipo ganó el campeonato de la temporada 2013/14 y ascendió a la Primera División de Argentina. Por ese entonces Prichoda ya no era imprescindible como en los años anteriores para el entrenador Matías Almeyda, aunque disputó 17 partidos y marcó 2 goles.
Ya en la Primera División le fue aún más difícil ganarse un lugar debido a los buenos rendimientos de Nicolás Bertolo y de Juan Cazares. En el segundo semestre del año disputó 5 partidos con la camiseta de Banfield sin marcar goles.

### Préstamos a Colón y Chicago
En octubre de 2014, cuando se estaba desarrollando el Campeonato de Primera B Nacional 2014, Banfield lo cedió a préstamo sin opción de compra al Club Atlético Colón por lo que restaba del torneo. Disputó 5 partidos sin convertir goles. Su equipo logró el ascenso a la Primera División de Argentina. En total disputó 10 partidos a lo largo del segundo semestre del 2014. 
Finalizado el préstamo, debía regresar a Banfield, pero, al no ser tenido en cuenta por Matías Almeyda, fue cedido al Club Atlético Nueva Chicago que había ascendido a la Primera División de Argentina, hasta diciembre de 2015. Debutó el 16 de febrero en la derrota 3 a 1 frente a Belgrano de Córdoba por la primera fecha. Disputó 11 de los 30 partidos del campeonato aunque no tuvo buenos rendimientos en Nueva Chicago, que terminó descendiendo a la Primera B Nacional.

### Vuelta a Banfield
Finalizada su cesión a Nueva Chicago, tuvo que regresar a Banfield, donde sería tenido en cuenta por el entrenador Claudio Vivas. En la primera fecha marcaría un gol a los 83 minutos entrando como suplente donde Banfield ganaría 2-0. Luego del partido ante Belgrano por la fecha 4 sufriría una lesión que lo dejaría fuera de las canchas por el resto del torneo.
Después de recuperarse de la lesión iría al banco de suplentes en el primer partido de la temporada, ingresó, y luego de ese partido, no volvió a jugar por el resto de 2016.
En el mercado de enero tuvo ofertas para irse, pero el entrenador Julio César Falcioni, le pidió que se quedara asegurándole que tendría oportunidades en el primer equipo luego de la conflictiva salida de Walter Erviti. Pero esas oportunidades no llegarían y Prichoda solo jugaría un partido en la temporada.

## Clubes
| Club                           | País                 | Año           | PJ | Goles |
| ------------------------------ | -------------------- | ------------- | -- | ----- |
| Racing Club                    | Argentina            | 2008-2009     | 18 | 0     |
| San Martín de Tucumán (cedido) | Argentina            | 2009-2010     | 24 | 2     |
| Tiro Federal (cedido)          | Argentina            | 2010-2011     | 23 | 3     |
| Unión San Felipe               | Chile                | 2011-2012     | 29 | 3     |
| Banfield                       | Argentina            | 2012-2014     | 54 | 4     |
| Colón (cedido)                 | Argentina            | 2014          | 5  | 0     |
| Nueva Chicago (cedido)         | Argentina            | 2015          | 10 | 0     |
| Banfield                       | Argentina            | 2016-2017     | 5  | 1     |
| Gimnasia                       | Argentina            | 2017-2018     | 5  | 1     |
| Deportivo Madryn               | Argentina            | 2018-2019     | 26 | 2     |
| Argentino de Quilmes           | Argentina            | 2019          | 10 | 1     |
| Academia Puerto Cabello        | Venezuela            | 2020-2021     | 3  | 0     |
| Cibao FC                       | República Dominicana | 2021-2023     | 8  | 2     |
| Moca FC                        | República Dominicana | 2025-presente |    |       |

## Estadísticas
| Club | Temporada | Liga | Liga | Copa Nacional | Copa Nacional | Copa Internacional | Copa Internacional | Total | Total |
| Club | Temporada | PJ   | G    | PJ            | G             | PJ                 | G                  | PJ    | G     |
| --- | --- | ---- | ---- | ------------- | ------------- | ------------------ | ------------------ | ----- | ----- |
| Racing Club Argentina | 2008-09 | 18   | 0    | -             | -             | -                  | -                  | 18    | 0     |
| Racing Club Argentina | Total | 18   | 0    | -             | -             | -                  | -                  | 18    | 0     |
| San Martín (T) Argentina | 2009-10 | 24   | 2    | -             | -             | -                  | -                  | 24    | 2     |
| San Martín (T) Argentina | Total | 24   | 2    | -             | -             | -                  | -                  | 24    | 2     |
| Tiro Federal Argentina | 2010-11 | 23   | 3    | -             | -             | -                  | -                  | 23    | 3     |
| Tiro Federal Argentina | Total | 23   | 3    | -             | -             | -                  | -                  | 23    | 3     |
| Unión San Felipe · Chile | 2011 | 13   | 1    | 2             | 0             | -                  | -                  | 16    | 1     |
| Unión San Felipe · Chile | 2012 | 15   | 2    | -             | -             | -                  | -                  | 15    | 2     |
| Unión San Felipe · Chile | Total | 28   | 3    | 2             | 0             | -                  | -                  | 30    | 3     |
| Banfield Argentina | 2012-13 | 27   | 2    | 3             | 0             | -                  | -                  | 30    | 2     |
| Banfield Argentina | 2013-14 | 18   | 2    | -             | -             | -                  | -                  | 18    | 2     |
| Banfield Argentina | 2014 | 5    | 0    | 1             | 0             | -                  | -                  | 6     | 0     |
| Banfield Argentina | Total | 50   | 4    | 4             | 0             | -                  | -                  | 54    | 4     |
| Colón Argentina | 2014 | 5    | 0    | -             | -             | -                  | -                  | 5     | 0     |
| Colón Argentina | Total | 5    | 0    | -             | -             | -                  | -                  | 5     | 0     |
| Nueva Chicago Argentina | 2015 | 11   | 0    | -             | -             | -                  | -                  | 11    | 0     |
| Nueva Chicago Argentina | Total | 11   | 0    | -             | -             | -                  | -                  | 11    | 0     |
| Banfield Argentina | 2016 | 4    | 1    | 0             | 0             | -                  | -                  | 4     | 1     |
| Banfield Argentina | 2016-17 | 0    | 0    | 1             | 0             | 0                  | 0                  | 1     | 0     |
| Banfield Argentina | Total | 4    | 1    | 1             | 0             | -                  | -                  | 5     | 1     |
| Total en su carrera Deportivo Madryn 25 \|\| 2\|\| Argentino de Quilmes 10\|\| 1 Academia puerto Cabello Venezuela 5\|\| Cibao República Dominicana 47\|\| 2 | Total en su carrera Deportivo Madryn 25 \|\| 2\|\| Argentino de Quilmes 10\|\| 1 Academia puerto Cabello Venezuela 5\|\| Cibao República Dominicana 47\|\| 2 | 163  | 13   | 7             | 0             | 0                  | 0                  | 170   | 13    |

## Palmarés

### Campeonatos nacionales
| Título                           | Club     | Sede     | Año     |
| -------------------------------- | -------- | -------- | ------- |
| Campeonato de Primera B Nacional | Banfield | Banfield | 2013/14 |

### Otros logros
| Ascenso                          | Club  | Sede     | Año  |
| -------------------------------- | ----- | -------- | ---- |
| Campeonato de Primera B Nacional | Colón | Santa Fe | 2014 |